# أندرو ووكر (لاعب دوري الرغبي)
أندرو ووكر (بالإنجليزية: Andrew Walker)‏ هو لاعب دوري الرغبي أسترالي، ولد في 22 نوفمبر 1973 في نيوساوث ويلز في أستراليا.

## وصلات خارجية
- أندرو ووكر عل موقع إسبنسكروم (الإنجليزية)